# Xanthorhoe argocyma
Xanthorhoe argocyma là một loài bướm đêm trong họ Geometridae.